# 吉爾基夫卡
47°25′51″N 29°43′41″E / 47.43083°N 29.72806°E
希爾基夫卡（烏克蘭語：Гірківка）是位於烏克蘭西南部的村莊，由敖德萨州羅茲季利納區的扎哈里夫卡市鎮負責管轄。該村始建於1791年，面積0.26平方公里，海拔高度90米，2001年人口77，人口密度每平方公里296.15人。